# Twin Falls (Otago)
Die Twin Falls sind zwei benachbarte Wasserfälle im Mount-Aspiring-Nationalpark bei Wanaka in der Region Otago auf der Südinsel Neuseelands. Sie liegen in zwei unterschiedlichen namenlosen Bachläufen, die hinter den Wasserfällen zusammenfließen und unweit dahinter in den Motatapu River münden. Ihre Fallhöhe beträgt rund 80 Meter.
Von Wanaka sind es 18,5 km über die teils unbefestigte Wanaka-Mount Aspiring Road bis zu einem Besucherparkplatz. Von dort aus erschließen sich die Wasserfälle in Gänze.